# En uppstoppad hund
En uppstoppad hund är en teaterpjäs av Staffan Göthe.
Staffan Göthes En uppstoppad hund är en av de mest spelade svenska pjäserna sedan den uruppfördes 1986. Handlingen utspelar sig i de nordligaste delarna av Sverige från slutet av 1950-talet och framåt; den kretsar kring familjerna Cervieng och Ljungh, nattbiträdet på övervåningen och den inneboende adjukten herr Lampa. Hösten 2006 gjordes en TV-version av pjäsen i regi av Kristina Humle med bland andra Jonas Karlsson, Cecilia Ljung och Torkel Petersson i rollerna.